# Gare de Loudun
La gare de Loudun est une gare ferroviaire française de la ligne des Sables-d'Olonne à Tours, aujourd'hui fermée, située sur le territoire de la commune de Loudun, dans le département de la Vienne, en région Nouvelle-Aquitaine.

## Situation ferroviaire
Établie à 88 mètres d'altitude, la gare de Loudun est située au point kilométrique (PK) 177,821 de la ligne des Sables-d'Olonne à Tours, entre les gares ouvertes de Chinon et de Thouars. Elle est séparée de Thouars par la gare aujourd'hui fermée d'Arçay et de Chinon par la gare aujourd'hui fermée de Basses-Sammarçolles.
Ancienne gare de bifurcation, elle est aussi la gare origine de la ligne de Loudun à Angers-Maître-École, avant la gare des Trois-Moutiers, et de la ligne de Loudun à Châtellerault. Ces deux lignes sont aujourd'hui fermées.
La gare de Loudun est aujourd'hui située au cœur de "L'Etoile de Loudun", allant de Loudun à La Roche-Rigault au Sud-Est, sur la Ligne de Loudun à Châtellerault, et d'Arçay à Saint-Jean de Sauves au Sud-Ouest, sur la ligne de Poitiers à Arçay. Ces 2 sections sont déclassées et plus aucun train n'y circule. Seule la section de Loudun à Beuxes, à l'Est sur la Ligne des Sables-d'Olonne à Tours, est ouverte au service du Fret.

## Services voyageurs
La gare de Loudun n'est plus ouverte au service voyageurs aujourd'hui. Néanmoins le bâtiment voyageurs, les quais et la marquise de la gare sont toujours présents.
Une liaison en autocar existe toujours entre Thouars et Chinon.